# Sokles-Maler
Der Sokles-Maler war ein attisch-schwarzfiguriger Vasenmaler, tätig in Athen in der Mitte des 6. Jahrhunderts v. Chr.
John D. Beazley hat ihm eine Schale in Schweizer Privatbesitz und eine Gordionschale in Madrid, Museo Arqueologico Nacional 10947 (L 56) zugeschrieben, beide vom Töpfer Sokles signiert. Ferner weist er ihm einen unsignierten Kantharos in Berlin, Antiksammlung F 1737 zu. Er gehört zu den Kleinmeistern.